# Ibrahim Traoré
Ibrahim Traoré (Bondokuy, 1988) és un militar i estadista de Burkina Faso. D'ençà del 30 de setembre de 2022 n'és el cap d'estat. Dins de l'exèrcit ostenta el grau de capità.
El 30 de setembre de 2022 va derrocar el tinent coronel Paul-Henri Sandaogo Damiba en un cop d'estat i va assumir la direcció del Moviment Patriòtic per la Salvaguarda i la Restauració (MPSR). En aquell moment es va convertir, amb trenta-quatre anys, en el cap d'estat més jove del món.

## Biografia

### Infància i formació
Ibrahim Traoré va néixer a Bondokuy l'any 1988. Va cursar la secundària a Bobo-Dioulasso i va obtenir el batxillerat l'any 2006.

### Carrera militar
A diferència del seu predecessor Damiba i d'un bon nombre d'oficials del país, Traoré no procedia del Pritaneu Militar de Kadiogo (PMK). Després de cursar estudis universitaris de geologia a la Universitat Joseph Ki-Zerbo d'Ouagadougou, l'any 2010 Ibrahim Traoré es va incorporar a l'exèrcit. Es va formar a l'Acadèmia Militar Georges Namoano, una escola d'oficials amb seu a Pô, sent el segon millor de la seva promoció. El jove soldat va pujar ràpidament dins l'escalafó militar.
L'any 2012 es va convertir en sotstinent. El 2014 va ascendir al grau de tinent, abans de ser ascendit a capità sis anys després. El març de 2022 va ser nomenat cap d'artilleria del 10è regiment de comandament de suport per l'expresident Damiba.
El capità Traoré va participar en diverses operacions militars contra el terrorisme, inclosa l'operació Otapuanu l'any 2019. També va servir al destacament militar de Markoye, situat al Sahel.

### Cops de gener i setembre de 2022
El 30 de setembre de 2022 Ibrahim Traoré va prendre el poder amb un cop d'estat després d'anunciar la destitució de Damiba. Aquest era el segon cop d'estat al país d'aquell any. El capità Traoré era un dels agents que havia participat en el cop d'estat que havia portat al poder el tinent coronel Damiba, president del MPSR, el 24 de gener de 2022.
A causa del deteriorament de la situació de seguretat i de l'incompliment dels compromisos adquirits amb el primer cop d'estat, aquests agents van decidir destituir el president Damiba el 30 de setembre. Ibrahim Traoré s'havia posat al capdavant del MPSR. Aquest cop d'estat es va produir després de diversos atacs terroristes mortals, especialment el de Gaskindé, al nord de Burkina Faso, on un comboi de subministraments va caure en una emboscada terrorista. Segons l'informe oficial, hi va morir onze soldats i van desaparèixer diversos civils. Altres fonts esmenten un centenar de civils assassinats.
Damiba va dimitir oficialment el 2 d'octubre. El 6 d'octubre es va restablir la Constitució i Traoré va ser declarat cap de l'Estat. El 14 d'octubre Traoré va anunciar que es nomenaria un "president de transició" civil o militar. Els seus partidaris van organitzar manifestacions de suport al seu nomenament, fet que va portar al seu nomenament com a cap de la transició en qualitat de president del MPSR. El 21 d'octubre Apollinaire Joachim Kyélem de Tambèla va ser investit president de la transició pel Consell Constitucional. Amb la decisió d'intensificar la lluita contra el terrorisme islamista a Burkina Faso, el seu Govern va organitzar un reclutament excepcional de tres mil militars de rang, així com el reclutament de cinquanta mil auxiliars "voluntaris per la defensa de la pàtria".
El 3 de febrer de 2023 Ibrahim Traoré va donar una entrevista a la televisió pública durant la qual va anunciar grans ofensives contra els gihadistes i va demanar el suport popular. L'abril de 2023 va decretar la mobilització general. Al maig va esmentar països "amics" amb els quals estava construint o reforçant la cooperació militar: Rússia, que podria estar present al país a través dels paramilitars del Grup Wagner; Turquia, que li va subministrar drons Bayraktar TB2, així com Corea del Nord, que també veu com a proveïdor d'armes. El 6 de desembre de 2024 la junta militar liderada per Traoré va dissoldre el govern i va destituir Kyélem de Tambèla.